# Natalja Alekszejevna Romanova orosz nagyhercegné
Natalja Alekszejevna orosz nagyhercegné, született Vilma hessen–darmstadti hercegnő (németül: Prinzessin Wilhelmine von Hessen-Darmstadt, oroszul: великая княгиня Наталья Алексеевна Романова; Prenzlau, 1755. június 25. – Szentpétervár, 1776. április 26.) hessen–darmstadti hercegnő, Pavel Petrovics orosz trónörökössel kötött házassága révén orosz trónörökös nagyhercegné.
IX. Lajos hessen–darmstadti tartománygróf leánya. II. Katalin orosz cárnő választotta őt fia, Pavel Petrovics számára, akihez 1773-ban ment feleségül. Költekező életmódja és férje feletti befolyása miatt megromlott a viszonya az anyósával. Gyermekszülésben halt meg: fizikai elváltozás miatt nem tudta világra hozni a magzatát.

## Élete

### Származása és gyermekkora
1755. június 25-én született Prenzlauban, ahol apja porosz katonaként állomásozott, Lajos hessen–darmstadti trónörökös (1719–1790) és Henrietta Karolina pfalz–zweibrückeni hercegnő (1721–1774) ötödik gyermekeként, egyben negyedik leányaként. Apja, aki 1768-ban IX. Lajos néven lett hesseni tartománygróf, lelkesedett a hadászatért és a katonaságért: szolgált a porosz és az osztrák hadseregben, és legtöbb idejét feleségétől és gyermekeitől távol, laktanyákban töltötte, ahonnan még trónra lépése után sem tudott elszakadni. Anyja, a Johann Wolfgang von Goethe által „a nagy tartománygrófnénak” (die große Landgräfin) hívott Henrietta Karolina korának egyik legműveltebb asszonya volt. A párnak összesen nyolc gyermeke – négy leány és négy fiú – jött világra.
A gyermekek neveléséről Henrietta Karolina tartománygrófné gondoskodott. Udvartartása kezdetben Buchsweilerben, 1750–1767 között Prenzlauban, 1767-től kezdve pedig Darmstadtban volt. Vilma Lujza hercegnő neveltetése édesanyja szigorú felügyelete alatt folyt. Johann Wolfgang von Goethe és Johann Gottfried Herder gyakorta megfordultak a hesseni udvarban az őrgrófné közeli barátaiként, s tevékenységük hatást gyakorolt a hercegi gyermekekre is. A kor szokásainak eleget téve a hercegkisasszonyokat természetesen megtanították franciául, táncolni és a könnyed társalgás művészetére.

### Eljegyzése és házasságkötése
A hesseni fejedelmi gyermekek kiházasítása jóformán teljesen az édesanyjukra maradt, apjuk nem foglalkozott efféle kérdésekkel. Henrietta Karolina tartománygrófné már 1762-ben, röviddel II. Katalin orosz cárnő trónra kerülése után vizsgálni kezdte annak lehetőségét, feleségül tudná-e adni egyik leányát a cárnő egyetlen törvényes fiához és örököséhez, Pavel Petrovics orosz nagyherceghez (1754–1801). Ennek érdekében régi levelezőtársához, Nesselrode grófhoz és orosz diplomatához fordult; s az ügy élvezte közös ismerősük, Friedrich Melchior Grimm támogatását is, aki jelentős érdemeket szerzett a hesseni–orosz házasság nyélbe ütésében.
II. Katalin cárnő 1768-ban maga is elérkezettnek látta az időt fia megnősítésére, ezért Achatz Ferdinand von der Asseburg bárót bízta meg a háztűznézéssel és a lehetséges menyasszonyokat tartalmazó lista összeállításával. A német hercegnőként született cárnő a protestáns, sem a poroszokhoz, sem az osztrákokhoz közvetlenül nem kötődő német hercegnők között gondolt feleséget keresni fiának. A választási procedúrában közreműködött II. Frigyes porosz király is. Az 1771 húsvétja körül a cárnőnek megküldött listán a tizenöt hercegnőből hat a hesseni uralkodóház valamelyik ágához tartozott, köztük a hessen–darmstadti tartománygróf három hajadon leányával. II. Katalin nem Vilma hessen–darmstadti hercegnőt, hanem Lujza szász–gotha–altenburgi hercegnőt találta a legjobb jelöltnek, ám miután utóbbi anyja berzenkedett attól, hogy leánya áttérjen az ortodox hitre, Vilma hercegnő maradt a legígéretesebb. A menyasszonykeresést végző Asseburg báró is igyekezett meggyőzni az orosz udvart a hesseni hercegnő vonzó megjelenéséről és személyiségéről. Az orosz követ többször megfordult Darmstadtban, 1772–73 telén a hercegnő képmását is bemutatta a cárnőnek, mígnem II. Katalin invitálására 1773 áprilisának végén Henrietta Karolina tartománygrófné és három leánya – Vilma, Amália és Lujza – elindultak Oroszországba. Egy II. Frigyes porosz király berlini udvarában tett kitérővel, kocsin utaztak Lübeckig, ahonnan orosz hajók vitték őket Tallinnig, majd itt újból kocsira szálltak Szentpétervárig.

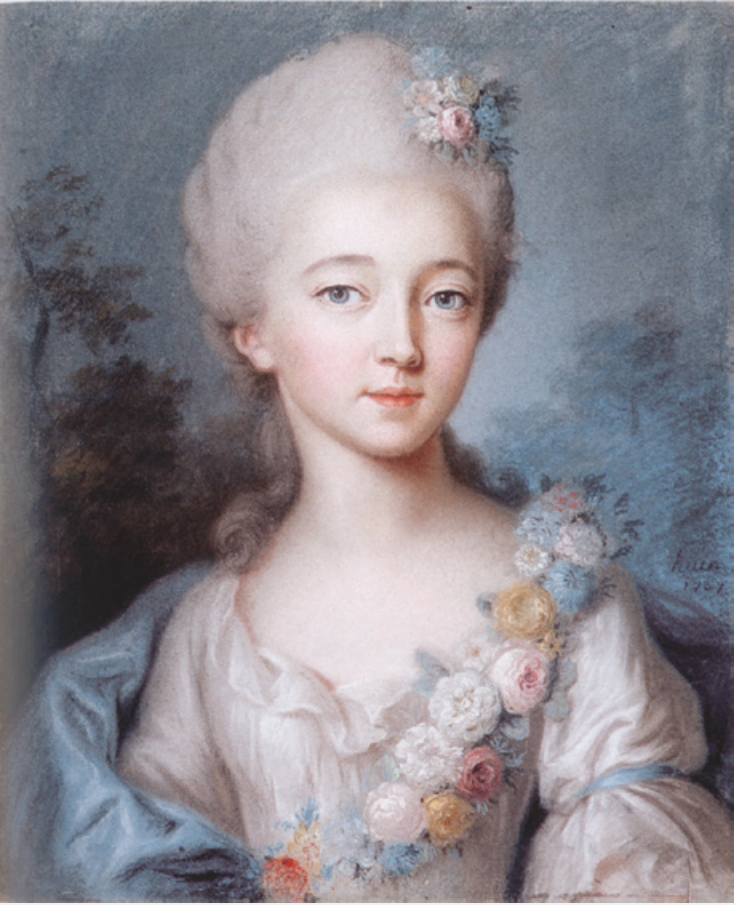
1769-ben – a hesseni testvérekről készült portrésorozat része (Charles-Alexis Huin)

1773. június 15-én, szombaton a cárnő egy délután két órai ebéd keretében fogadta a hercegnőket a gatcsinai palotában. Pavel Petrovics nagyherceg még aznap, a délután folyamán láthatta jövendőbelijét, amikor Carszkoje Szelo felé félúton a trónörökös megállította a kocsijukat, hogy köszönthesse Henrietta Karolina tartománygrófnét. Az elkövetkező napokban egymást érték a vendégek lenyűgözésének céljából rendezett fogadások, bálok és piknikek. Minthogy édesanyja és Amália nénje rangbeli elsőbbséget élveztek Vilmával szemben, rendszerint ők ketten ültek a nagyherceg két oldalán; Vilma hercegnő csak a június 17-ei ebéden került először Pavel Petrovics mellé. A trónörökös „állítólag nyomban beleszeretett, noha nem volt nagy szépség. Jellemes, akaratos és főleg becsvágyó teremtés lehetett…” Az érzés nem volt kölcsönös, és bár mind a cárnő, mind a tartománygrófné észrevették a hercegnő habozását, figyelmen kívül hagyták. „Meghozatott a döntés” – írta megkönnyebbülten Henrietta Karolina tartománygrófné, amikor az érkezéstől számított negyedik napra eldőlt, hogy Vilma lesz a leendő trónörökösné. Az ortodoxiára való áttérés miatt a menyasszony apja, IX. Lajos tiltakozó levelet küldött Németországból, de az ügyben felesége akarata érvényesült.
A hercegnő bevezetéséért az ortodox hitbe Platon Levsin tveri püspök felelt. Augusztus 15-én Vilma áttért az ortodox hitre, felvette a Natalja Alekszejevna nevet; másnap hivatalosan bejelentették a cárevics és a hercegnő eljegyzését. A házassági szerződés értelmében a menyasszony apja, IX. Lajos tartománygróf 7000 rubel járadékot és orosz főtiszti rangot kapott, az áhított kurföldi öröklési jogokat azonban nem sikerült kieszközölnie. A menyegzőre 1773. október 10-én – az Oroszországban érvényes julián naptár szerint szeptember 29-én – került sor az orosz fővárosban. A tíz napon át tartó esküvői ünnepségek végeztével a menyasszony anyja és két nővére hazatértek, a viszontagságos út után néhány hónappal Henrietta Karolina tartománygrófné elhunyt.

### Az orosz udvarban
A házasság első hónapjai gondtalanul és kellemesen teltek a nagyhercegné számára. Élénk és vidám személyiségével elbűvölte a cári udvart, férje boldog volt mellette és leste minden kívánságát. Az idill hamarosan szertefoszlott: az ifjú nagyhercegné nehezen illeszkedett be új környezetébe, nem találta a helyét, hiába volt mellette a Darmstadtból magával hozott komornája. A cárnő a házasság megkötésekor ismertette volt az orosz trónörökösnével szembeni elvárásokat: mindig a családi béke és érdekek lebegjenek a szeme előtt, legyen diszkrét, ne lépjen magánúton, nem hivatalos keretek között érintkezésbe külföldi diplomatákkal, ne legyen fukar, de ne is verje adósságokba magát. Natalja Alekszejevna azonban nem fogadta meg a tanácsokat, és ezzel gyorsan eljátszotta II. Katalin kezdeti jóindulatát és szimpátiáját. Felszínre került makacs természete, és a cárnőt egyre inkább bosszantotta, hogy menye rendkívül lassan halad az orosz nyelv elsajátításával, ugyanekkor viszont szertelen életvitelt és igen tékozló életmódot folytat. A cárnő szerint:
„Ez a hölgy mindent a végletekbe visz. Ha sétát tesz, […] húsz versztát megy; ha táncol, húsz quadrille-ig és ugyanennyi menüettig meg sem áll… azért, hogy nehogy a szobák túlfűtöttek legyenek, egyáltalán nem is gyújtat be… röviden és tömören: a középút itt ismeretlen… Se méltóság, se körültekintés, se bölcsesség nincs ebben, és Isten tudja csak, mi lesz a leányból… Elég csak arra gondolni, hogy több, mint másfél év múltán még mindig nem beszél egyetlen szót sem oroszul.”
Menye költekezésén II. Katalin így gúnyolódott egyik levelében: „nem állhatjuk sem ezt, sem azt; kétszer akkora az adósságunk, mint amennyink van, és amennyink van, az kétszer több, mint bárki másnak Európában.” 1775 áprilisában II. Katalin arról panaszkodott Patyomkin hercegnek, hogy „ha mindent számításba veszünk, azt is, amit én adtam nekik [a trónörökös házaspárnak], akkor több, mint ötszázezer ment már el rájuk ebben az évben, de még többet akarnak. De semmi hála, sem egy szónyi köszönet.”
Emellett az ambiciózus Natalja Alekszejevna igyekezett több tiszteletet és hatalmat kivívni a kormányzásban mellőzött férjének. II. Katalin még a saját udvartartást sem engedélyezte a fiának. Amikor 1774–75-ben az udvar hazatért volna Moszkvából, ahol a Pugacsov-felkelésben résztvevők sorsát tárgyalták volt, a trónörökös kérvényezte anyjánál, hogy hadd maradhasson a régi fővárosban, de II. Katalin ebbe nem egyezett bele. Az öntudatos Natalja Alekszejevna és férje gyermekkori jó barátja, Andrej Kirillovics Razumovszkij gróf igyekeztek kivonni a könnyen befolyásolható Pavel Petrovicsot egykori nevelője, Nyikita Ivanovics Panyin és a cárnő irányítása alól. Hatásukra az addig poroszbarát cárevics a franciák felé fordult, bizalmasainak köre lecserélődött. „Tele van ambícióval” – írta II. Katalin a menyéről, aki kezdett kényelmetlenné válni az uralkodónő számára. II. Katalin attól tartott, hogy a vele egyébként is törékeny kapcsolatot ápoló, a feleségét viszont vakon követő Pavel Petrovics őellene fordul. Az udvarban olyan híresztelések kaptak szárnyra – egyesek szerint a szóbeszédet II. Katalin terjesztette –, hogy a hercegnő viszonyt folytat a nagy nőcsábász hírében álló Razumovszkij gróffal. Natalja Alekszejevna hajadonként, az Oroszországba tartó, Lübeck–Tallinn közötti hajóúton ismerkedett meg Razumovszkijjal, akit a hesseni hercegnők kísérésére rendeltek ki az egyik hajó kapitányaként. Már ekkor összebarátkoztak, s Natalja Alekszejevna meg tudta győzni arról a férjét, hogy a házasságtörés vádjával politikai okból akarják lejáratni őt és Razumovszkijt. II. Katalin javasolta fiának, hogy távolítsa el az udvarból a grófot, de Pavel Petrovics erre nem volt hajlandó.
Az is elégedetlenségre adott okot Natalja Alekszejevnánal szemben, hogy sokáig nem esett teherbe. Soványsága és sápatagsága miatt attól féltek, nem fog megfoganni, ám végül 1775 nyarán, még Moszkvában áldott állapotba került. A hír hallatán II. Katalin azonnal visszarendelte őt Szentpétervárra. A babát tavaszra várták, s a terhesség problémamentes volt, bár a gyermek törvényességét illetően merültek fel kétségek.

### Halála és emlékezete

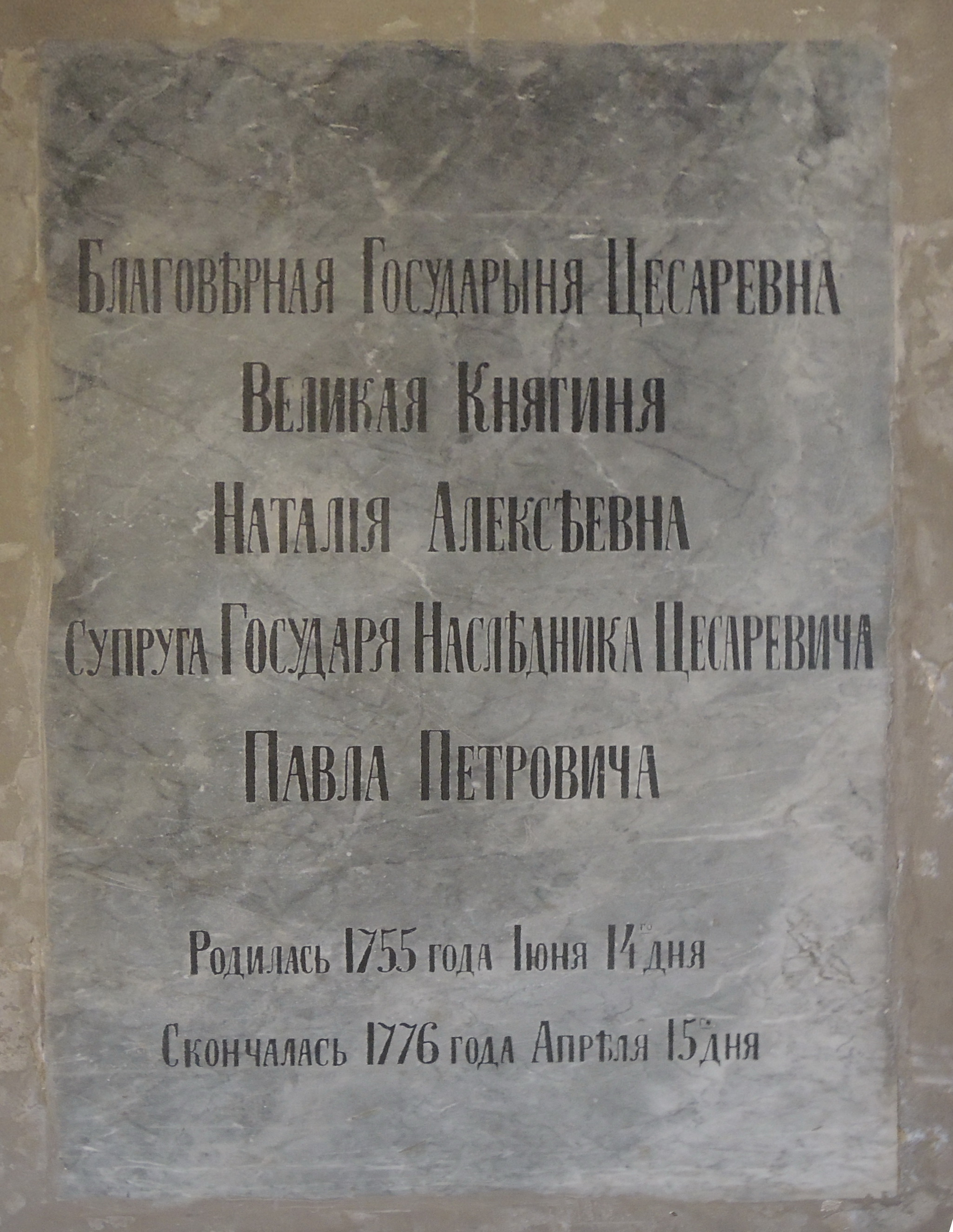
Sírköve az Angyali üdvözlet templomban

1776. április 21-én – a julián naptár szerint április 10-én –, vasárnap hajnali négykor jelentkeztek az első szülési fájdalmak. II. Katalin nyomban odasietett Natalja Alekszejevna lakosztályába, s napról napra hosszabb időt töltött a szülőágy mellett. A kismama negyvennyolc órán keresztül vajúdott, mire sebészért küldtek – a szülőcsatorna ugyanis nem volt elég széles a baba világra hozatalához: anyósa visszaemlékezése szerint „négy ujjnyi széles volt, miközben a baba vállai nyolc ujjat tettek ki.” Sem a fiúgyermek, sem az anya nem élte túl a szülést. A magzat valószínűleg már azelőtt meghalt, mielőtt a sebész orvosi fogóval megpróbálta volna kihúzni, hogy legalább az anyát megmenthesse. A császármetszést, mely talán megmenthette volna a gyermek életét, de az anyáknál rendszerint halálhoz vezetett a vérveszteség és a nem megfelelő higiénia miatt, nem alkalmazták. A boncolás során derült arra fény, hogy a nagyhercegnének deformált volt a medencéje, más források szerint a gerince, és ezen elváltozás miatt soha nem lett volna képes gyermeket szülni.
A halott magzat megfertőzte az anyát. Április 24-én, hajnali ötkor a cárnő lejegyezte, hogy „nagyon rossz a helyzet. Azt hiszem, az anya a gyermek sorsára fog jutni.” Aznap feladták rá az utolsó kenetet. Április 26-án – a julián naptár szerint április 15-én –, pénteken délután öt órakor Natalja Alekszejevna nagyhercegné is elhunyt. Pavel Petrovicsot mélyen lesújtotta felesége elvesztése, három napig vigasztalhatatlan volt, de ekkor anyja felfedte előtte Natalja Alekszejevna és Andrej Kirillovics Razumovszkij állítólagos afférját.
Natalja Alekszejevna nagyhercegnét és fiát a szentpétervári Alekszandr Nyevszkij-kolostoregyüttes egyik épületében, az Angyali üdvözlet templomban temették el május 7-én. A nagyhercegnét fehér szaténba öltöztették, halott gyermekét a lábához fektették, így ravatalozták fel. A megcsalatástól mélyen megbántott trónörökös nem vett részt az eseményen; de II. Katalin cárnő ott volt. Az udvarban és a diplomaták közül többen azzal vádolták az uralkodónőt, hogy nem tett meg mindent menye életének megmentéséért: például eleinte csak egy bába segédkezett a szülésnél, az orvost túl későn hívták. Hivatalosan három hónapos gyászt rendeltek el, de a gyakorlatban nem tartották be. Az orosz trónörökös anyja utasítására közel fél év múltán ismét megnősült, második felesége a szintúgy német, és egyébként Natalja Alekszejevna bátyjával, Lajos hessen–darmstadti herceggel jegyben járó Zsófia Dorottya württembergi hercegnő lett.
Vilma hessen–darmstadti hercegnő volt az első azon négy hesseni hercegnő sorában, akik az orosz cári családba házasodtak be. Életükről, Oroszországra gyakorolt hatásukról 2017. december – 2018. február között Liebe, Glanz und Untergang címmel nyílt kiállítás Frankfurtban.